# Калушко-ришка линија
Калушко-ришка линија (рус. Калужско-Рижская) московског метроа је отворена 1. мај 1958. Данас је линија дуга 37,8 км, има 24 станица и на њима саобраћа 8 композиција метроа. Линија се превози за 56 минута.